# Pengujan
Pengujan is een bestuurslaag in het regentschap Bintan van de provincie Riau-archipel, Indonesië. Pengujan telt 1220 inwoners (volkstelling 2010).